# Georg Philipp Holscher
Georg Philipp Holscher (* 10. November 1792 in Münder; † 30. August 1852 in Wildbad) war ein deutscher Arzt und Augenarzt in Hannover.

## Leben
Georg Philipp Holscher war der Sohn des Superintendenten und späteren Oberkonsistorialrates Achaz Holscher in Hannover. Er studierte ab 1811 Medizin an der Universität Göttingen, wo er Mitglied des Corps Hannovera wurde. Nach dem Studium sammelte er 1815 erste berufliche Erfahrungen als Militärarzt in England und in Frankreich. Ab 1816 war er in seiner Heimatstadt Hannover als Arzt tätig. Er gründete ein Institut für arme Augenkranke, wurde einer der Gründer des Städtischen Krankenhauses und dessen erster ärztlicher Direktor.
1837 bis 1839 assistierte ihm August Dyes. 1839 gründete Holscher eine private Augenheilanstalt in der Burgstraße in Hannover. Entsprechend wurde er 1830 Königlich Hannoverscher Leibchirurg, 1843 Hofrat und 1847 Direktor der neu geschaffenen Medizinalkollegiums des Königreichs.
Als aktives und profiliertes Mitglied der 48er-Bewegung wurde er zum General der Bürgerwehr. Holscher formulierte am 16. März 1848 Die 12 Wünsche der Hannoveraner an den König. Dieses politische Engagement wurde ihm von einem Teil seiner Patienten im Nachhinein übelgenommen und wirkte sich in den Folgejahren nachteilig auf die wirtschaftliche Situation seiner Praxis aus.

Sein jüngerer Corpsbruder und Berufskollege Louis Stromeyer skizzierte ihn in seinen Erinnerungen als 

„eine glänzende Erscheinung, schön wie Apoll, witzig und ganz beseelt von dem Wunsche zu gefallen und zu imponieren. Den Frauen war er sehr gefährlich, obgleich er edlere Naturen oft zurückstieß durch seine siegesgewisse Vertraulichkeit.“

Als Fachautor veröffentlichte er in der Zeit von 1836 bis 1847 die Hannöverschen Annalen der gesamten Heilkunde und wurde hierbei in den letzten Jahren von seinem Corpsbruder Adolf Mühry unterstützt.
Holscher war als Freimaurer seit 1817 Mitglied der Loge zur Ceder in Hannover und dort seit 1830 in der Nachfolge seines Vaters Meister vom Stuhl. Seine Loge hielt ihm eine Trauer-Loge ab und setzte ihm ein Denkmal im Garten des Logenhauses. Er war Ritter des Guelphen-Ordens.